# Johannes Petersson
Johannes Petersson, född 6 december 1813 i Torpa socken, Älvsborgs län, död 14 januari 1892 i Borås, var en svensk fabrikör och riksdagsman.
Petersson studerade vid Borås lägre elementarläroverk. Han var verksam som lantbrukare 1832–1842, garverifabrikör i Borås från 1842, delägare i Viskafors väveri (Borås Wäfveri AB) från början av 1860-talet till 1880-talet och godsägare (Hulta med flera egendomar i Älvsborgs län). Han var även verksam som kommunalman. I riksdagen var han ledamot av första kammaren 1875–1881, invald i Älvsborgs läns valkrets.